# Fabio Cavazzana
Fabio Cavazzana (Torino, 12 aprile 1967) è un giocatore di biliardo italiano, nella specialità stecca 5 birilli nella quale è stato anche campione del mondo nel 1993.

Residente a Monselice, in provincia di Padova, è figlio di Gastone Cavazzana grande giocatore del passato e 
pluricampione italiano. Oltre ai vari successi, da segnalare un 3º posto ai mondiali del 1999.

## Altro
Fabio Cavazzana da giovane ha giocato nella primavera del Torino Calcio

## Palmarès
I principali risultati
- 1993 Campione del mondo specialità Italiana 5 birilli (Bolivar)
- 1993 Campionato italiano categoria Masters (Gambolò)
- 1994 Campionato italiano categoria Masters (Codogno)
- 2005 Campionato italiano a Squadre (Saint Vincent)
- 2007 Campione italiano Aics (Altavilla Vicentina)
- 2008 Campionato italiano categoria Nazionali (Saint Vincent)
- 2009 Campionato italiano a Squadre (Saint Vincent)
- 2009 Campione italiano a Coppie specialità Goriziana (Saint Vincent)
- 2010 Campionato europeo per nazioni a Squadre
- 2012 Campione italiano Aics (Altavilla Vicentina)
- 2014 Campionato europeo per nazioni a Squadre
- 2017 Campione italiano Aics (Altavilla Vicentina)